# چوراتا
چوراتا (به انگلیسی: Churatta) یک شهرک در پاکستان است که در ناحیه دیره غازی خان واقع شده‌است. چوراتا ۱۱۷ متر بالاتر از سطح دریا واقع شده‌است.